# Felisberto José de Sequeira
Felisberto José de Sequeira (? — ?) foi um sacerdote católico, ouvidor eclesiástico em São Roque do Pico, que exerceu as funções de deputado às Cortes Gerais e Extraordinárias da Nação Portuguesa, eleito pelo círculo eleitoral do Faial e Pico, onde se distinguiu na defesa da extinção da centralização em Angra do governo dos Açores.

## Biografia
Era originário de uma família de proprietários e homens de negócio da ilha do Pico, mas com raízes na ilha de São Jorge. Presbítero secular, foi ouvidor eclesiástico na vila de São Roque do Pico (desde 1818) e vigário da paróquia de Santo António.
Adepto do liberalismo e apoiante do levantamento que ocorreu de 11 de Maio de 1821 na então vila da Horta, foi candidato a deputado pelo círculo do Faial e Pico nas eleições de 1821 para as Cortes Gerais e Extraordinárias da Nação Portuguesa. Apesar das dificuldades da eleição, que devido a problemas na ilha do Pico só ocorreu a 23 de Agosto de 1821, quando as Cortes já estavam em funcionamento há mais de seis meses, foi eleito deputado em conjunto como Manuel José de Arriaga.
Com Manuel José de Arriaga, partiu para Lisboa numa escuna americana a 13 de setembro, apenas prestando juramento e tomando posse a 2 de outubro de 1821, quando os trabalhos das Cortes Constituintes, que se haviam iniciado a 24 de janeiro de 1821, já iam bem avançados. Ainda antes de partir para Lisboa, refutou por escrito os argumentos aparecidos num folheto para manter o governo dos Açores unidos e com capital em Angra, opúsculo que depois publicou em Lisboa.
Quando tomou assento nas Cortes a elaboração da Constituição de 1822 já ia adiantada e a discussão sobre a organização política e administrativa dos Açores já se tinha iniciado. Ainda assim, sob a liderança de Manuel José de Arriaga, foi um dos principais defensores da extinção da Capitania Geral dos Açores e da divisão do arquipélago em três comarcas com governos autónomos uns dos outros, tese que venceu e levou à Carta de Lei de 7 de Fevereiro de 1822.
Terminados os trabalhos das Cortes Constituintes a 4 de novembro de 1822, não foi eleito para as Cortes ordinárias. Ainda assim terá ficado por Lisboa, pois recebeu o hábito da Ordem de Cristo em 1824, na igreja da Luz, em Lisboa.